# Mikádo (účes)

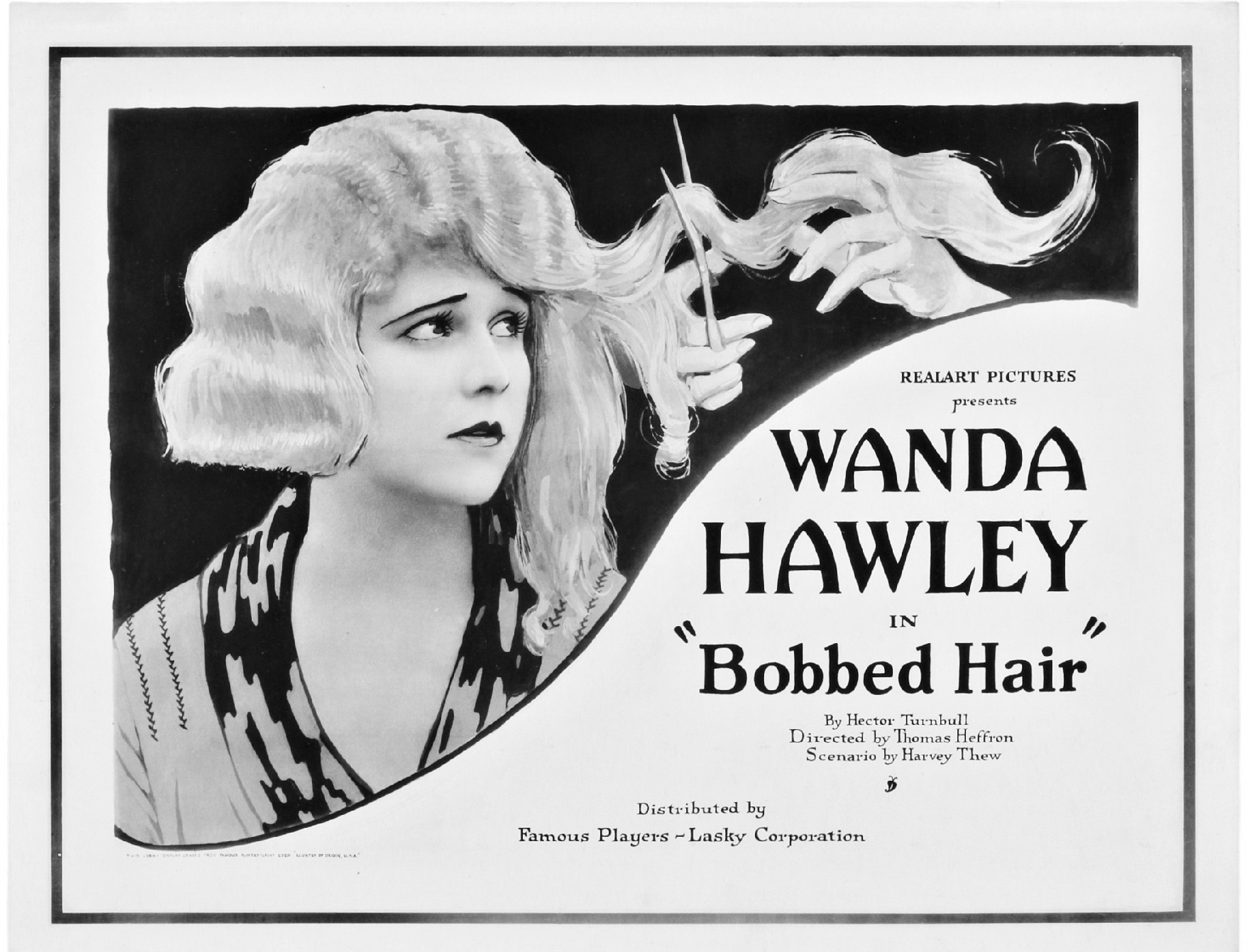
Plakát s vlnitým bobem z roku 1922

Mikádo nebo také bob, je střih, kdy vlasy obvykle sahají maximálně po výši ramen a nemusí být zpravidla v jedné délce. Často se lze setkat s variantou tzv. „podkovy“ nebo asymetrickým střihem. Mikádo může mít podobu tupého střihu, ale existuje mnoho dalších variant.

## Historie
Mikádo má dlouhou historii a prošlo několika změnami. Jeho vznik je spojen s emancipací žen, které už nechtěly dlouhé „nepraktické vlasy“ a toužily po změně. Základ tohoto typu účesu vznikl ve dvacátých letech 20. století. Vedle radikálního střihu se používalo zesvětlování peroxidem i ondulace.
V šedesátých letech 20. století vytvořil anglický kadeřník Vidal Sassoon krátký, nadýchaný účes herečce Nancy Kwanové. Když se v této době řeklo "bob" (nebo "bubikopf"), byl to krátký střih, který se v dnešní době nazývá mikádo. Pojem mikádo pochází z japonštiny (mikado), v níž označovalo japonského císaře, který nosil účes podobný mikádu.

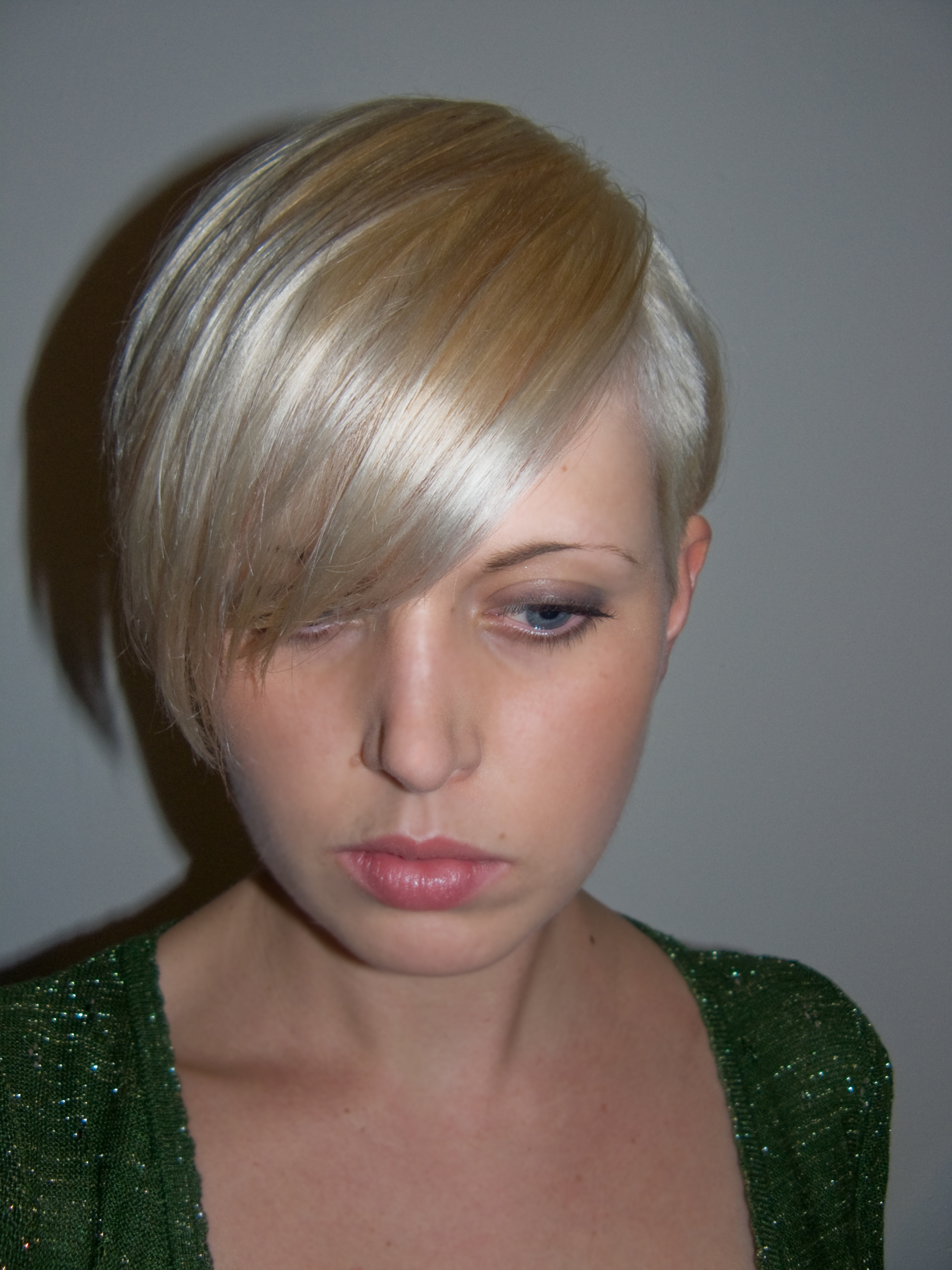
Platinové asymetrické mikádo

## Střih a úprava účesu
Střih tohoto účesu přináší různé možnosti až experimenty. Klasické mikádo je rovný střih vlasů v jedné délce. Po sestřihání do podkovy, vznikne účes, kdy jsou vlasy vzadu kratší než vpředu. Podobný střih jako podkova je postupně sestříhané mikádo. Mikádo může být krátké, dlouhé nebo asymetricky sestříhané. Asymetrický střih je extravagantnější, jedna strana vlasů je delší než ta druhá.  Střihem lze vytvořit elegantní, sportovní, ležérní nebo žensky působící účes.Obměny střihu lze dosáhnout i s pomocí ofiny.
Tento typ účesu je vhodný jen pro některé typy obličeje. Sluší drobnějším a oválným obličejům. Kulatý obličej zbytečně rozšiřuje.
Střih mikáda lze dále upravovat, použitím fénu, žehličky – tupírovat, krepovat, atd. Možností jsou i nedbalé vlnky či kudrnatý účes. Obvykle délka vlasů končí u brady nebo pod ušima. Mikádo ráda nosila Coco Chanel nebo Josephine Bakerová.